# Business angel
Ne doit pas être confondu avec Financement participatif.
 (avril 2014).
Si vous disposez d'ouvrages ou d'articles de référence ou si vous connaissez des sites web de qualité traitant du thème abordé ici, merci de compléter l'article en donnant les références utiles à sa vérifiabilité et en les liant à la section « Notes et références ».
 (mai 2015).
- Si vous ne connaissez pas le sujet, laissez ce bandeau (vous pouvez alors contacter les auteurs).
- Si vous supprimez le contenu mis en cause (vous pouvez préalablement contacter les auteurs),

argumentez précisément cette suppression dans la page de discussion
(un manque de référence n'est pas un argument ; une recherche réelle de référence doit avoir été effectuée, être formellement documentée).
L'expression anglaise business angel (littéralement ange d'affaires, appelé aussi « investisseur providentiel ») désigne une personne physique qui investit à titre individuel au capital d'une entreprise innovante, à un stade précoce de création ou en début d’activité (à « l'amorçage »), période la plus risquée de l'investissement, et met à disposition ses compétences, son expérience, ses réseaux relationnels et une partie de son temps pour accompagner. Cet investissement personnel supplémentaire, caractéristique du business angel, le différencie notamment des nouveaux contributeurs en financement participatif par titres (equity crowdfunding), micro-investisseurs en capital, qui n'ont d'autre vocation que le financement de l'entreprise.
Les business angels se rassemblent autour de trois profils principaux :
- l’ancien chef d’entreprise ou le cadre supérieur qui a accumulé un certain patrimoine et qui est en mesure d’investir entre 5 000 et 200 000 euros par an ;
- l’entrepreneur qui a précédemment créé son entreprise, qui l’a revendue quelques années plus tard et qui peut investir des montants entre 50 000 et 500 000 euros. Ce type de business angel, quoiqu'en plus petit nombre, se développe ;
- le membre d’un family office (regroupement d’investisseurs membres d’une même famille).

## Historique
Le développement de leur population en grand nombre aux États-Unis à partir de 1958 a été favorisé par les mesures fiscales regroupées dans le Small Business Investment Act, destinées à combler l’« equity gap », littéralement « le trou de ressource » qui existe entre 100 000 dollars, somme que l’on peut réunir avec les Founders, Family, Friends and Fools (4F) et 2 millions de dollars, somme en dessous de laquelle les investisseurs en capital-risque (fonds d'investssements, etc.) interviennent peu par manque de rentabilité.
Aux États-Unis, on en dénombre entre 331 000 et 629 000 sur la période 2001-2003 pour un investissement annuel compris entre 12,7 milliards et 36 milliards de dollars.
En France, ils sont au nombre de 10 000 fin 2015 et contribuent à hauteur de 41,2 millions d'euros au financement en capital d'amorçage des entreprises.
À titre de comparaison, les fonds d'investissements privés réunis au sein de l'AFIC ont investi 10,7 milliards d'euros en 2015 au capital d'entreprises en France.

## Activités et motivations des business angels
Les business angels, qui se regroupent dans des réseaux associatifs (Paris business angels, Investessor, etc.) ou des sociétés d'investissement de business angels (SIBA), investissent dans des secteurs variés (Informatique et télécommunication, Services, Industrie, Santé), souhaitant participer à une aventure entrepreneuriale en faisant profiter leurs associés de leur expérience et de leurs réseaux pour faciliter le développement des entreprises qu'ils détiennent en portefeuille. Ils étaient, jusqu'à l'apparition de plateformes de financement participatif par titres,, le premier maillon de la chaîne de financement, investissant dans des secteurs d’activité en cohérence avec leur expérience professionnelle et recherchant de possibles plus values en capital. Ils consacrent un temps médian de 20 heures par entreprise aux études préalables à l'investissement (due diligence), mais les plus performants y consacrent plus de 40 heures.
Le risque étant particulièrement élevé, la perte possible de capital a été prise en compte par le législateur avec la loi TEPA, permettant de bénéficier d'un avantage fiscal à l'entrée avec un plafond relativement bas sur l'impôt sur le revenu et un peu plus élevé sur l'ISF. Le principal avantage fiscal possible — défiscalisation de la plus-value à la sortie — n'est encore pris en compte en France qu'à la marge, et impose à l'investisseur de réaliser son investissement à travers un outil d'investissement limité en montant, le plan d'épargne en actions (PEA), contrairement à plusieurs autres pays.

### Profil d'investissement
Les investissements providentiels comportent des risques extrêmement élevés et sont généralement sujets à la dilution des futurs tours d'investissement. En tant que tels, ils nécessitent un retour sur investissement très élevé. De plus, les investisseurs providentiels atténuent souvent le risque d'un investissement providentiel en allouant moins de 10 % de leur portefeuille à ces types d'investissements. Étant donné qu'un grand pourcentage des investissements providentiels sont complètement perdus lorsque des entreprises en phase de démarrage font faillite, les investisseurs providentiels professionnels recherchent des investissements qui ont le potentiel de rapporter au moins dix fois ou plus leur investissement initial dans les 5 ans, grâce à une stratégie de sortie définie, telle que des plans d'introduction en bourse ou une acquisition. (source?) 
Les «meilleures pratiques» actuelles suggèrent que les investisseurs providentiels pourraient faire mieux de viser encore plus haut, à la recherche d'entreprises qui auront au moins le potentiel de fournir un rendement 20x-30x sur une période de détention de cinq à sept ans.
Après avoir pris en compte la nécessité de couvrir les investissements échoués et le temps de détention pluriannuel même pour ceux qui réussissent, le taux de rendement interne effectif réel pour un portefeuille typique d'investissements providentiels réussis est généralement aussi «bas» que 20-30 %. Alors que le besoin de l'investisseur de taux de rendement élevés sur un investissement donné peut donc faire du financement providentiel une source de fonds coûteuse, des sources de capital moins chères, telles que le financement bancaire, ne sont généralement pas disponibles pour la plupart des entreprises en démarrage.

## En France
Pour 2019, France Angels, la fédération des réseaux français de business angels, publie les chiffres suivants :
- Nombre de Business Angels : 5 000
- Nombre de dossiers financés : 422
- Montant investi : 42,9 millions d’euros avec un effet de levier de 2.8

Indépendamment de ces business angels mobilisés autour de l'entrepreneuriat et de l'innovation, la loi TEPA a incité de nombreux particuliers à investir dans des PME afin de bénéficier d'avantages fiscaux à l'entrée. De nombreuses holdings ISF se sont développées afin d'accueillir ces particuliers. Les contrats présentés aux particuliers sont en général sous forme d'assurance vie avec investissement sur une durée de 10 ans, (le rachat complet du contrat entraînant des frais sur le capital investi) Ces particuliers se préoccupent rarement du devenir des entreprises concernées.
En France, comme dans de nombreux pays, la plupart des réseaux de business angels utilisent la plateforme coopérative informatique Gust pour gérer leurs dossiers.

### France Angels
En 1998, les Business Angels étaient peu nombreux, peu visibles et peu crédibles en France. André Jaunay, alors Chargé du financement des entreprises au Conseil régional d’Ile-de-France, crée le premier réseau associatif de Business Angels INVESTESSOR à Suresnes (Hauts-de-Seine)
France Angels (Fédération française des Business Angels)  regroupant des investisseurs personnes physiques et des sociétés d'investissement de business angels (SIBA) ayant un code de déontologie, et une charte de bonne pratique commune.
La fédération regroupe et anime l'ensemble de la communauté française de business angels qui investissent principalement en seed ou en amorçage puis suivent les tours suivants. Elle bénéficie du soutien de nombreuses structures dont l’association française Éficea (Échanges, financements, information pour la création d’entreprises et d’activités).

## Réseaux
Un réseau de business angels est une association, ou une société, organisation juridiquement formalisée permettant la mise en relation d'investisseurs potentiels et d'entrepreneurs avec un objectif général de faire réaliser des investissements par des business angels et d’être le point d’attraction des entrepreneurs régionaux à la recherche de financement.

### Avantages du réseau
Les avantages comprennent :
- Un accès facile et élargi à des dossiers plus intéressants et originaux, un réseau étant un point d’attraction régional des entrepreneurs recherchant des financements.
- Le partage des compétences et expertises avec d’autres business angels.
- L'instruction, analyse et étude des dossiers à plusieurs business angels permettant ainsi de réaliser des « due diligences » approfondies sur les projets proposés par les entrepreneurs.
- L'investissement dans un même projet avec d’autres business angels, ce qui permet soit de considérer des projets plus importants, soit de pouvoir investir dans un plus grand nombre de projets et ainsi, de réduire les risques individuels.

### Différentes formes d'organisations existantes en France
- Réseaux associatifs : structures vouées à la mise en relation entrepreneurs/investisseurs. Généralement, la structure prévoit l’organisation régulière de réunions de présentation de projets sélectionnés à un parterre d’investisseurs potentiels. Les droits d’accès au dispositif, pour les entrepreneurs et les investisseurs, sont peu coûteux ; il peut y avoir un prélèvement modique sur les capitaux levés.
- Réseaux dits « SIBA » (société d'investissement de business angels) : certains business angels (spécialement en nombre restreint, de 10 à 50) souhaitent rester « entre eux » recherchant une visibilité régionale forte. Ils acceptent alors de mettre leur argent dans un « pot commun » qui prend le plus souvent la forme juridique « SAS/statut de SCR ». Cette structure oblige à des règles strictes de fonctionnement (conseil d'administration, président…) et de décision d’investissement (comité d’investissement). Ces SIBA constituent un niveau d'organisation d'investissement plus élaboré que le réseau.
- Organisation mixte : Association + SIBA. De plus en plus de réseaux ayant expérimenté séparément la structure associative ou la structure SIBA arrivent à la conclusion qu’une double structure associative et société de capital risque (les business angels étant membres ou non des deux structures) présente beaucoup d’avantages. La structure associative permet une « acculturation » des nouveaux business angels moins expérimentés, des actions de communication variées visant le recrutement de nouveaux membres et le contact systématique avec des entrepreneurs à la recherche de financement. La structure SIBA oblige à la rigueur de décisions collectives organisées et elle permet de rassembler efficacement un nombre plus important de business angels, tant actifs que passifs. Exemples : Angels Santé et la SIBA Angels Santé Création.

En 2013, France Angels compte 84 réseaux de business angels membres. Outre la forme juridique (association loi de 1901, Société) qui peut les différencier, il existe 3 typologies de réseaux qui sont toutes liées à la stratégie d'investissement adoptée :

#### Réseaux géographiques
Ces réseaux implantés sur un territoire (ville, département, région...) investissent dans tous les secteurs d'activités. Ils contribuent ainsi à la dynamique économique de leur territoire. Ce sont les plus nombreux à ce jour.
Exemples de réseaux : Capitole angels, le réseau des business angels en Midi-Pyrénées, Provence business angels, le réseau de la région PACA, Sud angels, celui du Languedoc Roussillon, Paris business angels...

#### Réseaux affinitaires: femmes, réseaux d'anciens de grandes écoles
Ces réseaux fédèrent des femmes ou des anciens étudiants issus de la même école qui au fil du temps sont devenus business angels. Ils n'ont pas de secteur d'investissement de prédilection, mais sont plus sensibles aux projets qui font appel à leur formation supérieure et à leurs expertises et compétences.
Exemples de réseaux : Femmes Business Angels, XMP Business Angels (le réseau des anciens de Ponts-et-Chaussées, école des Mines et Polytechnique), Arts et Métiers Business Angels (le réseau des gadzarts), Dauphine Business Angels, ENSAE Business Angels, etc.

#### Réseaux nationaux sectoriels et thématiques
Ces réseaux qui sont en plein développement regroupent des business angels ayant des expertises et des compétences, ou un intérêt fort dans un secteur d'activité. Ces particuliers se regroupent et forment un réseau de business angels experts dans un domaine d'activité sectoriel (Santé, Cleantech, réseau voué au développement durable, au logiciel…).
Exemple de réseaux : Angels Santé, dans les sciences de la vie, les technologies médicales, les NTIC appliquées à la santé comme la télémédecine, CleanTech business angels, Alidev Angels spécialisé dans l'agroalimentaire, IT Angels dans les NTIC, Forinvest Business-Angels dans la filière forêt-bois française, Mode business angels dans le domaine de la mode.

#### Autres formes
On constate également l’apparition de business angels professionnels, limitant leur investissement en capital à moins de 30 000 euros. Ces nouveaux entrants (Fondelia, Embryo Capital, etc.) fonctionnent en complément de prêts bancaires, investissent pour cinq ans et semblent s’adresser principalement aux commerces de proximité et artisans.
Les business angels opérant hors réseaux de façon indépendante même s’ils se réunissent généralement à quelques-uns sur un projet représentent des montants investis parfois supérieurs à ceux réunis par les réseaux, que ce soit en France ou à l’étranger. Ainsi l’association britannique British business angels Association annonce pour 2005 dix-sept réseaux ayant investi 28 915 065 £ dans 184 entreprises alors que simultanément les statistiques de l’Inland Revenue montrent que le seul programme EIS a généré 585 millions de livres d’investissements d’individus répartis sur un peu plus de 1 000 entreprises dont 36 % par des investisseurs de plus de 100 000 £. Aux États-Unis, il y avait déjà près de 500 000 angels actifs en 1988 alors que les réseaux étaient encore inexistants.

## Mesures fiscales en France
Afin de soutenir et renforcer l’activité des business angels, le gouvernement a mis en place des incitations fiscales sur des montants limités, régulièrement modifiés par les lois de finances.

### Avantage Madelin
Selon le dispositif appelé « avantage Madelin », pour toute souscription au capital d’une PME, il est prévu un crédit d’impôt à hauteur de 18 % des sommes investies (maximum de 20 000 euros pour un célibataire et de 40 000 euros pour un couple, réduction plafonnée à 10 000 euros la première année), à condition de conserver les titres pendant cinq ans.

### Loi TEPA
Pendant l’été 2007, une mesure appelée « Réduction d’ISF en faveur des investissements dans le capital des PME et des dons effectués au profit d’organismes d’intérêt général » a été votée dans la loi TEPA. Elle a été modifiée en 2010, ce qui la prive d'une bonne part de son attractivité.
Cette mesure met en place un avantage fiscal permettant aux redevables de l’ISF de réduire leur impôt en souscrivant au capital de PME, ou en effectuant des dons au profit d’organismes d’intérêt général (fondations reconnues d’utilité publique par exemple).
Les redevables de l’ISF peuvent imputer, sur le montant d’ISF mis à leur charge, non plus 75 % comme en 2007 mais désormais 50 % des versements (souscription ou augmentation de capital), dans la limite annuelle de 45 000 €, effectués dans les PME répondant à la définition communautaire.
Cet avantage fiscal est soumis à des limites par entreprise bénéficiaire, portées à 1,5 million par an en avril 2008 mais c’est l’entreprise bénéficiaire qui doit rembourser en cas de dépassement, pas l’assujetti ISF.

## Financement participatif
Le financement participatif (crowdfunding) consiste à fédérer un grand nombre d'investisseurs autour d'un projet, d'une cause ou d'une entreprise.
La législation américaine a accéléré le développement de cette industrie en votant le JOBS Act (en) qui facilite le recours à de nombreux investisseurs pour les jeunes entreprises américaines.
Aujourd'hui, des plateformes de financement participatif spécialisées dans l'investissement dans les TPE et PME permettent au plus grand nombre de devenir investisseur dans des PME en investissant dans les premières phases de développement, sans réaliser d'accompagnement comme le font les business angels.
Les démarches de financement participatif par titres en Europe sont parfois assimilées à celles des investisseurs. En effet, la législation limite le nombre d'investisseurs par projet (99 en France) ce qui ne permet pas encore aux entreprises de se faire financer par le public (the crowd).